# Abbazia di Berne
L'abbazia di Berne, dei canonici premonstratensi, o norbertini, di Berne, vicino Heeswijk, nel Nord Brabante, è la più antica comunità extra religiosa dei Paesi Bassi. Ha 27 fratelli e preti (nel 2007 rispetto ai 33 del 2005).
La comunità pubblica un bimestrale dal titolo Berne. Dal marzo 2007 Ward Cortvriendt è il 70º abate. Nel 2009 l'abbazia ha celebrato l'875º anniversario dalla sua fondazione. Oltre ai membri professi, l'abbazia ha anche alcune persone che si sentono strettamente legate alla comunità: i partecipanti del gruppo Ruach, la comunità di Berna e il Bernecircle.

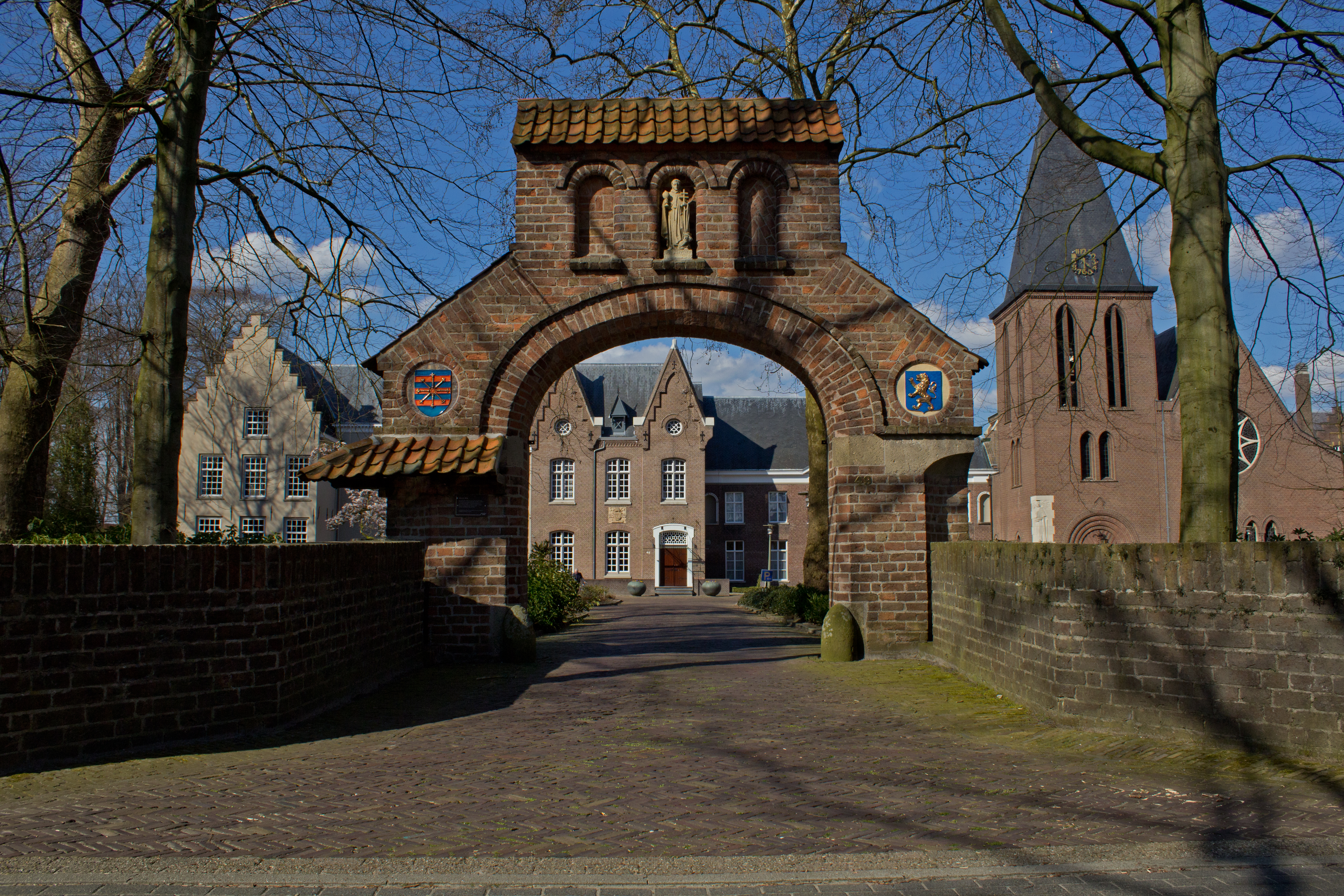
Arco di ingresso all'abbazia di Berne.

## Fondazione
L'abbazia venne fondata nel 1134, l'anno della morte di Norberto di Prémontré, dal cavaliere e nobile Fulcold di Berne, signore di Teisterband, nella città olandese di Berne, sulla riva del fiume Mosa, 3 km a sud-est di Heusden e a circa 10 km da 's-Hertogenbosch.
Numerose leggende circondano la sua fondazione. Secondo una di queste, Fulcold, quando si trovò impegnato in battaglia, fece voto di erigere un'abbazia, se, gettandosi nel fiume Maas, si fosse salvato. Questa preghiera venne esaudita e Fulcold trasformò il suo castello di Berne in un monastero, dove egli stesso divenne un fratello laico. Il beato Fulcold morì il 12 aprile 1149 e in questo giorno il suo nome è registrato nell'agiografia dell'ordine premonstratense.
Fulcold inizialmente portò dei canonici agostiniani provenienti dall'abbazia di Rolduc per avviare il monastero, ma non fu soddisfatto per la loro mancanza di disciplina e li mandò via. Fece un altro tentativo di fondazione nel 1134 con l'ordine appena creato dei premonstratensi, chiamati anche norbertini dal loro fondatore Norberto di Prémontré. Dalla vicina abbazia di Mariënweerd giunsero al suo castello un abate e alcuni canonici. Questa volta Fulcold stesso aderì alla comunità. Sua moglie, Bescela scelse anch'essa una vita religiosa a Berne e poi nel monastero di Altforst, un convento premostratense legato all'abbazia. I custodi nominati dall'abbazia furono dapprima i duchi di Cleve. Nel 1248 ii duchi di Brabante assunse questo compito e, infine, nel 1399 i conti d'Olanda e i duchi di Gheldria.

## Dal medioevo fino al 1857
L'abbazia è sempre stata tenuta in grande considerazione, come è dimostrato dai privilegi che le sono stati concessi. Possedeva il diritto di patronato su nove parrocchie, che vennero sempre servite da sacerdoti dell'abbazia. In confronto con le fondazioni monastiche contemporanee in Germania e in Belgio, l'abbazia di Berne acquisì relativamente tardi queste parrocchie. Dopo un secolo di vita il monastero cambiò direzione. Terminò il periodo monastico rigoroso e l'attenzione si spostò nel lavorare al di fuori dell'abbazia. Non solo l'autorità laica, ma anche l'autorità spirituale del monastero crebbero, rendendolo un centro spirituale e secolare importante in questa regione dei Paesi Bassi. I sacerdoti vennero inviati nelle parrocchie e le parrocchie spesso ricambiarono concedendo all'abbazia tutti i diritti aggiuntivi. In questo modo il villaggio di Berlicum entrò in possesso dell'abbazia nel 1240 e Heeswijk nel 1284. Nel 1285 Oudheusden, Elshout, Hedikhuizen, Vlijmen e Engelen si uniro sotto la sua giurisdizione. Nel 1369 si aggiunse Bokhoven, nel 1613 Lithoyen, nel 1846 Haarsteeg e nel 1948 Middelrode. Infine, nel 1964 la parrocchia di Heikant-Quirijnstok a Tilburg è stata data alla cura dell'abbazia dalla diocesi di 's-Hertogenbosch. Oggi anche i villaggi di Dinther e Vorstenbosch sono legati all'abbazia.
Nel 1572, durante la guerra degli ottant'anni, l'abbazia fu saccheggiata dai Geuzen e il 25 settembre 1579 è stata data alle fiamme. Nel 1648, quando venne firmata la pace di Münster, gli ultimi possedimenti rimasti all'abbazia vennero confiscati dalla Repubblica delle Sette Province Unite.
I canonici si ritirarono all'interno delle spesse mura della città di 's-Hertogenbosch. Dopo l'assedio di 's-Hertogenbosch nel 1629 cercarono rifugio nelle varie parrocchie e nella parte meridionale più sicura dei Paesi Bassi, ma non si sono scoraggiarono e l'abate ottenuto una casa a Vilvoorde, nei pressi di Bruxelles, dalla quale diresse gli interessi spirituali e temporali della sua comunità dispersa. Molti dei sacerdoti di Berne, anche se costretti a rimanere in clandestinità e sempre in pericolo, continuarono a provvedere ai bisogni spirituali dei loro parrocchiani, operando in alcune parti del Nord Brabante e della Gheldria rimaste legate alla chiesa cattolica romana. Il futuro della comunità venne assicurato con l'ammissione di postulanti che facevano il noviziato e continuavano gli studi a Vilvoorde o in una delle abbazie del Belgio. In questo modo l'abbazia di Berne rimase operativa, mentre quasi tutti gli altri monasteri scomparvero in tutti i Paesi Bassi.
Anche se dispersi sul territorio, i canonici si incontravano spesso a Heeswijk o in altre località, e alla morte di ogni abate ne elessero sempre un altro, tanto che l'abbazia fondata nel 1134, un ebbe mai una sede vacante.

## Heeswijk
Alla fine del XVIII secolo la Prima Repubblica francese confiscò la casa di Vilvoorde e questo fatto pose fine alla comunità rifugiata in Belgio ma i novizi continuarono ad essere ammessi, potendo studiare sia nella casa di Heeswijk che in qualche canonica dell'ordine.
Il re Guglielmo I d'Olanda confermò l'estenza dell'abbazia nel 1824 e Papa Gregorio XVI nel 1832. Gli abati vivevano per lo più ad Heeswijk, dove avevano un piccolo castello. Con l'arrivo di tempi migliori l'abate Neefs, nel 1847, ampliò ed inaugurò la vita della nuova comunità.
Nel 1857 l'abbazia fu finalmente sistemata a Heeswijk e nel 1879 venne costruita una nuova chiesa abbaziale, che fu ampliata nel 1927 dall'architetto Hendrik Willem Valk con i fondi donati dagli agricoltori dopo la morte del contadino apostolo Gerlacus van den Elsen, a cui, sulla parete esterna, lo scultore Joseph Cantre intagliò in una pietra angolare il suo ritratto come omaggio. L'architetto Valk progettò il portale di accesso all'abbazia. Il nuovo edificio principale risale al 1999 ed è stato progettato dall'architetto Oomen. Nel 2006 l'interno della chiesa è stato sostanzialmente modificato dal riallineamento dei diversi livelli di piano su una singola superficie. Il secondo organo è stato spostato sulla galleria. Le panche sono state rimosse e sostituite da sedie. La chiesa è stata dipinta in tre tonalità di giallo e dotata di un nuovo sistema di illuminazione.
La comunità è cresciuta e nel 1886 l'abate aprì una scuola, interamente composta da sacerdoti dell'abbazia. Venne istituito il Gymnasium St. Norbert esistente ancora oggi come Gymnasium Bernrode. Intorno al 1920 l'abbazia ha iniziato la produzione delle sue pubblicazioni liturgiche nel proprio laboratorio di stampa. Agendo come editori e librai il loro messaggio religioso si diffuse e nell'abbazia c'è ancora una stamperia, una libreria e un gruppo editoriale per la liturgia.

## Recenti abati di Berne
- Gerardus Neefs (1842–1859)
- Hubertus Manni (1859–1867)
- Andreas van Laarhoven (1867–1870)
- Henricus van den Brand (1871–1873)
- Adrianus Ceelen (1874–1885)
- Augustinus Bazelmans (1885–1908)
- Evermodus van den Berg (1908–1930)
- Henricus Stöcker (1930–1942)
- Milo Ondersteijn (1942–1959)
- Albertus Haselager (1959–1967)
- mgr. Marcellus van de Ven (1968–1982)
- Arthur Baeten (1982–2000)
- Petrus Al (2001–2007)
- Eduard Cortvriendt (2007 - )

## Galleria d'immagini

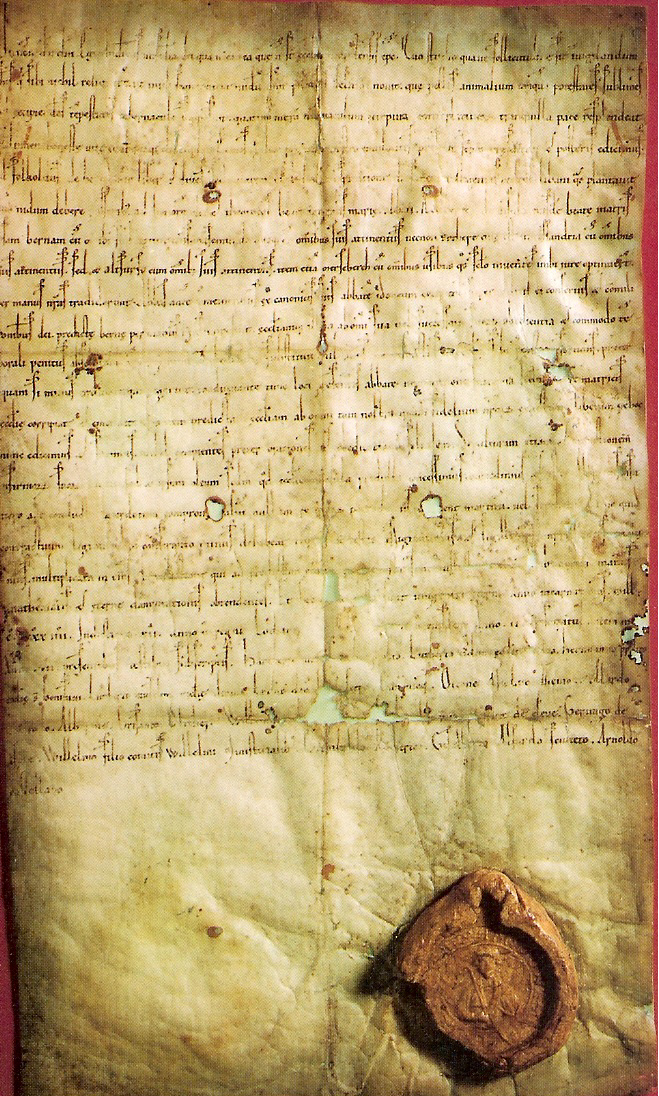
Atto di fondazione
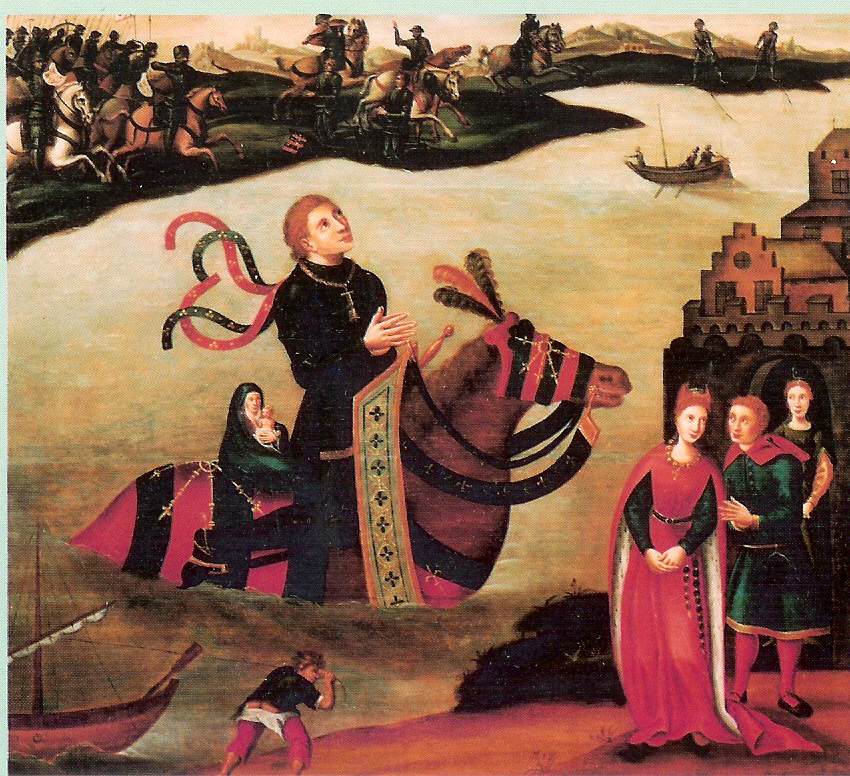
Fulcold di Berne
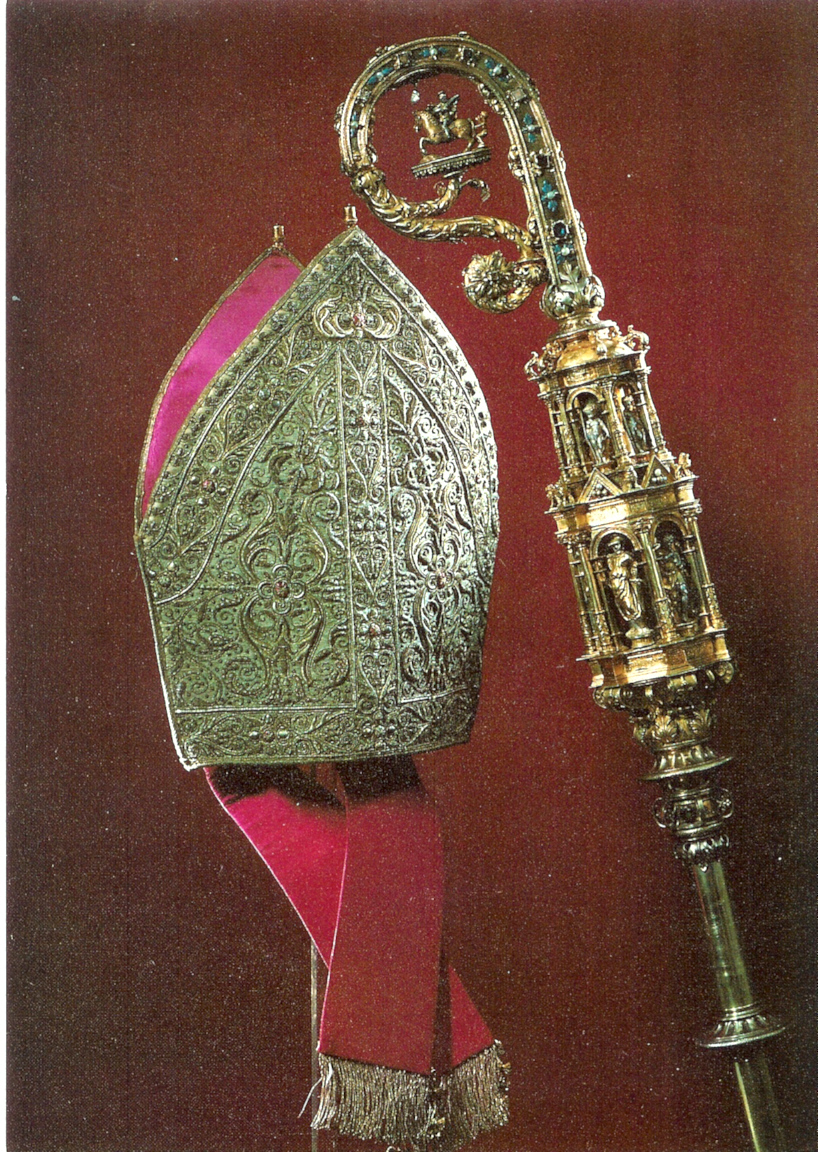
Bastone pastorale e mitria del 1536
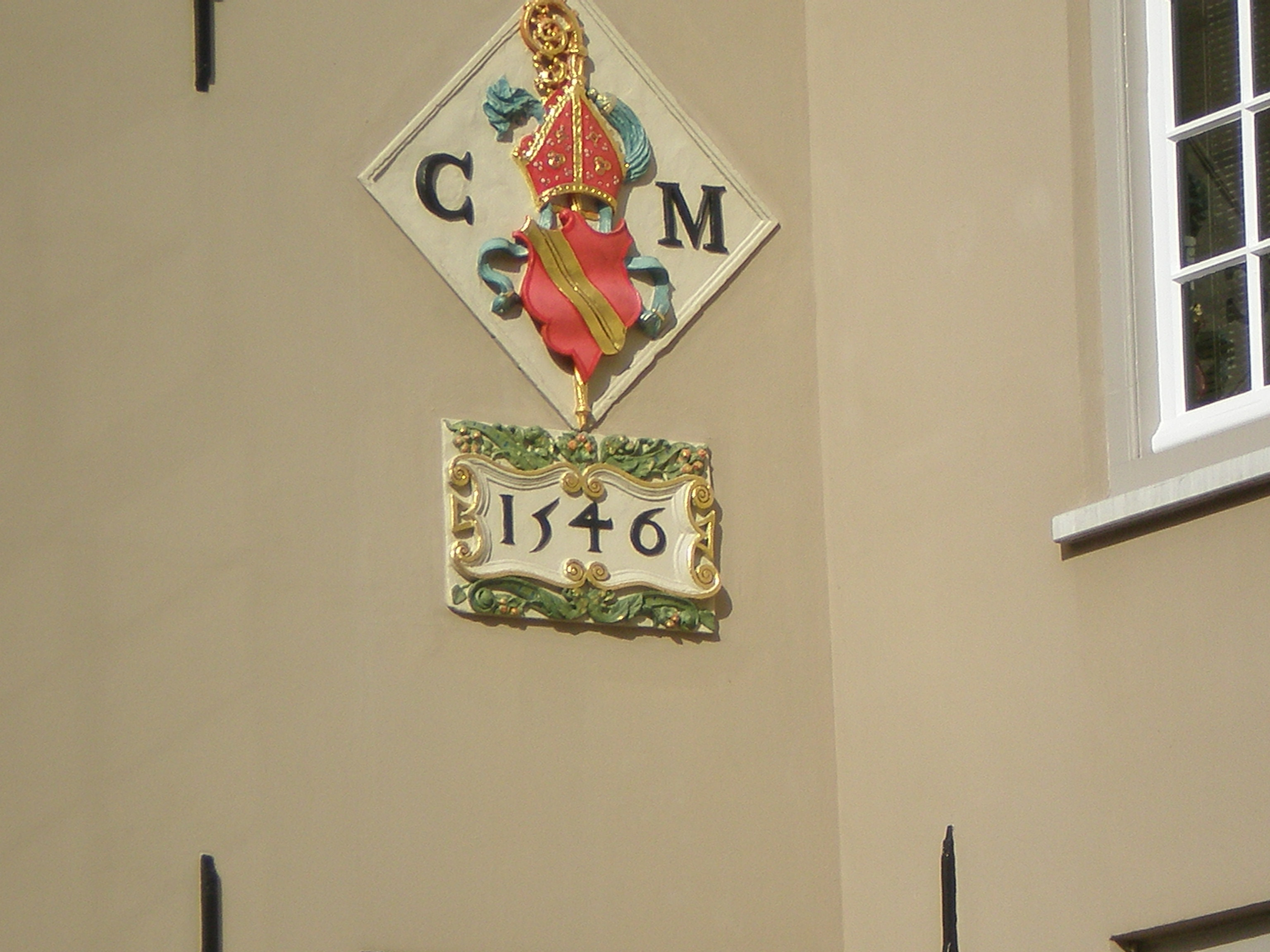
Insegna dell'abate Van Malsen nell'antico castello
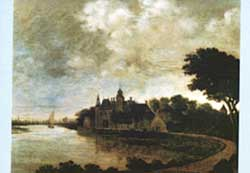
Abbazia nel XVII secolo
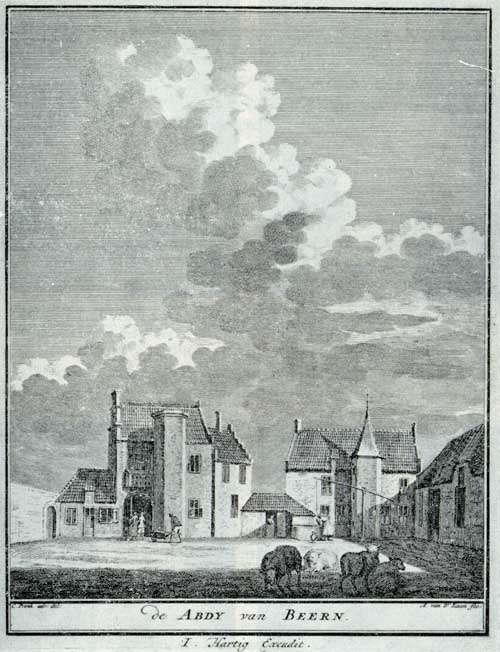
Abbazia nel XVIII secolo
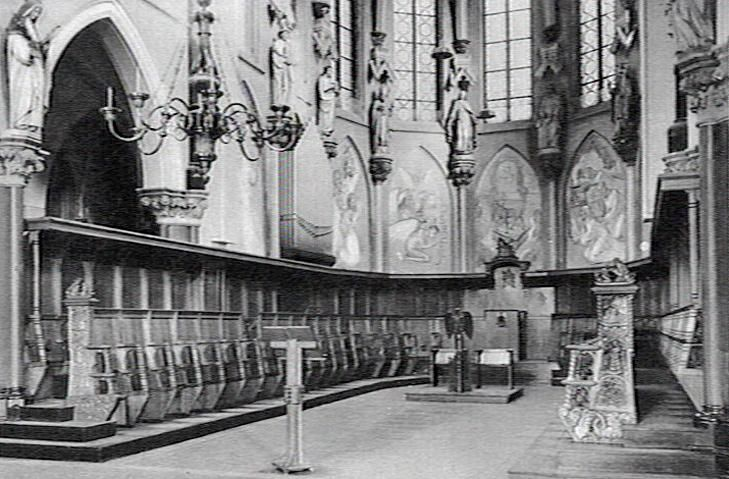
Chiesa abbaziale nel 1934
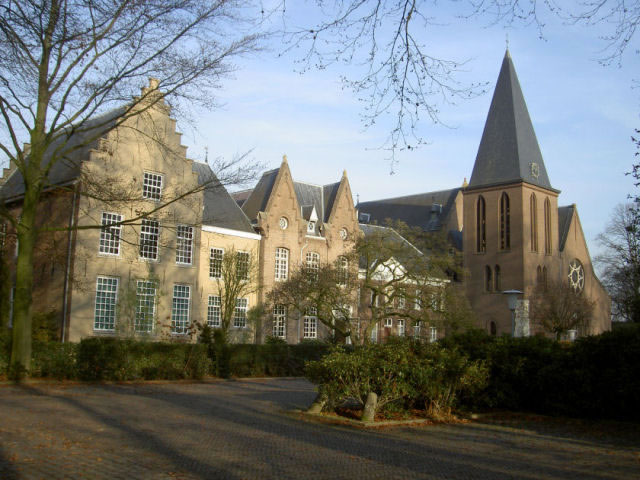
Complesso abbaziale di Berne
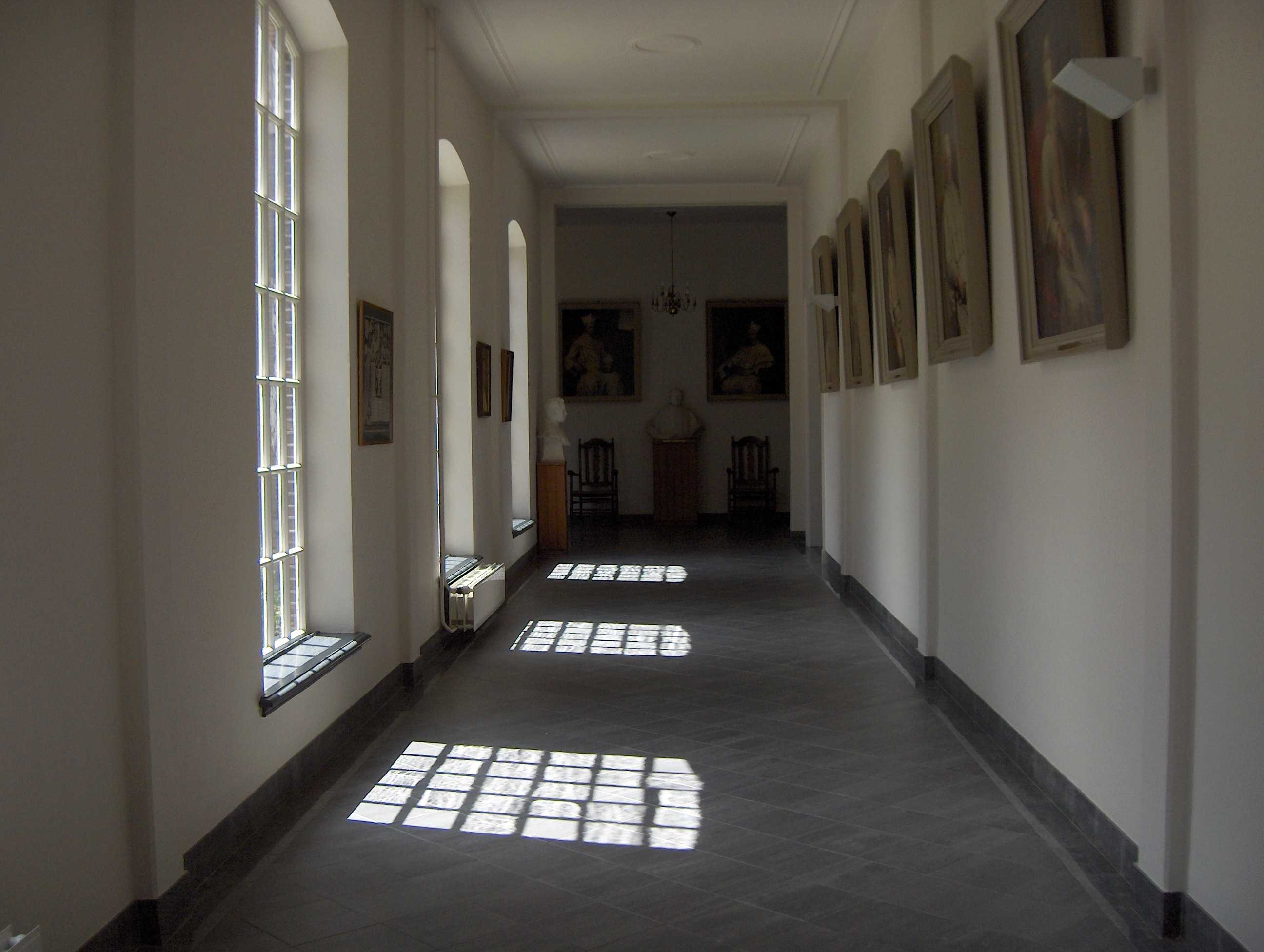
Chiostro dell'abbazia di Berne
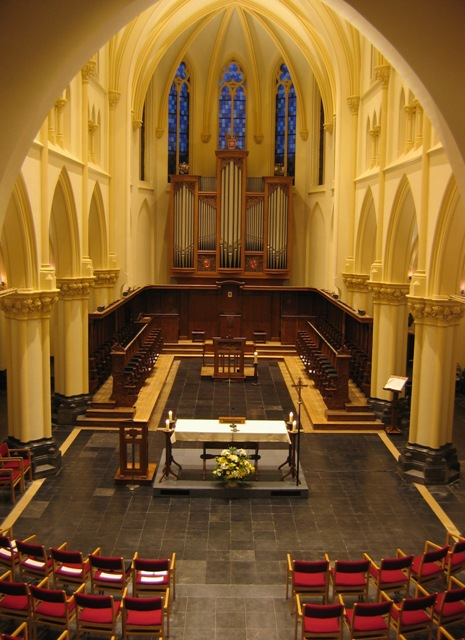
Chiesa abbaziale